# Cadempino

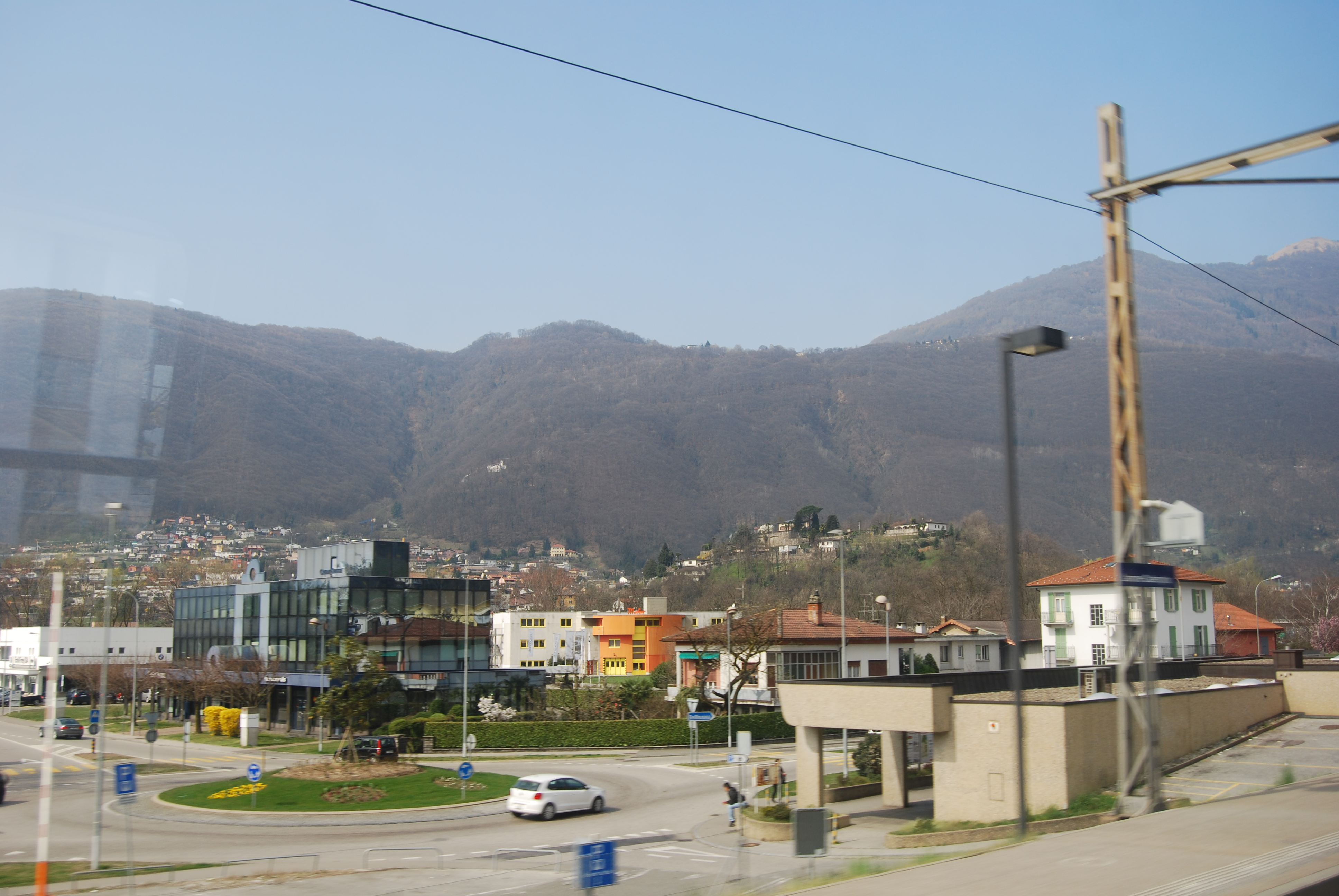
Cadempino

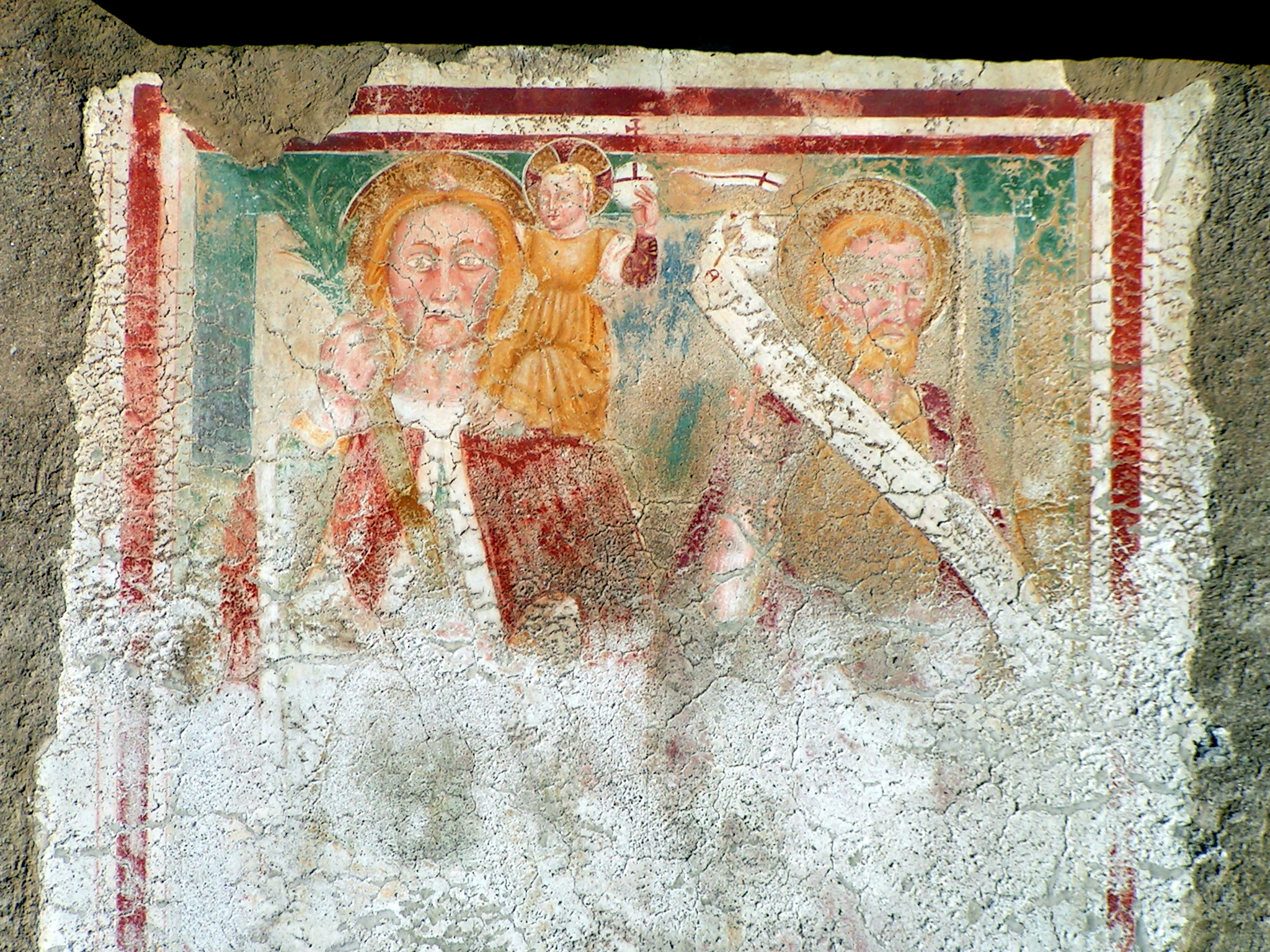
Kirche Gervasio und Protasio, Fresko

Werner Friedli (Fotograf): Cadempino. Historisches Luftbild (1964)

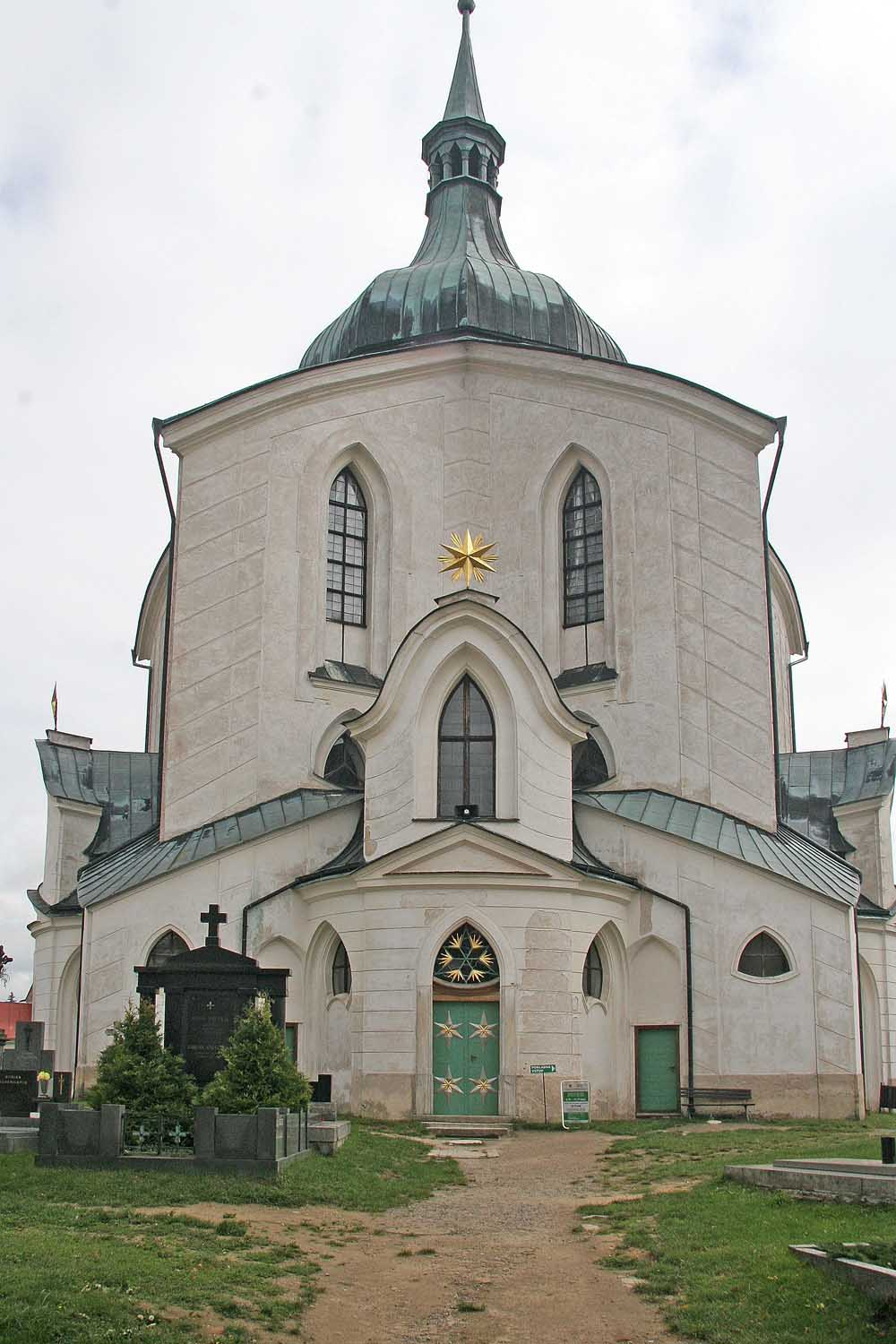
Johann Blasius Santini-Aichl: Wallfahrtskirche des Heiligen Johannes von Nepomuk, Bezirk Žďár nad Sázavou, Tschechische Republik

Cadempino ist eine politische Gemeinde im Kreis Vezia, im Bezirk Lugano des Kantons Tessin in der Schweiz.

## Geographie
Das Dorf liegt auf 315 m ü. M. am linken Ufer des Vedeggio nahe der Autobahnausfahrt Lugano Nord.
Die Nachbargemeinden sind im Norden Lamone, im Osten Cureglia, im Süden Vezia und im Westen Manno TI.

## Geschichte
Man fand dort prähistorische Gegenstände. 1003 soll König Heinrich II. (HRR) den Frieden mit Arduin von Ivrea in Cadempino geschlossen haben. Im folgenden Jahr unterzeichnete der gleiche Kaiser die Urkunde, durch die der Abtei San Pietro in Ciel d’Oro von Pavia Güter bestätigt wurden. Das Kloster Sant’Ambrogio (Mailand) besass hier 844 Grundstücke und Leibeigene. Im 12. Jahrhundert bestritt der Bischof von Como die Gerichtsbarkeit des Klosters. Der Streit kam vor die Päpste Urban III. (1185–1187) und Gregor VIII. (1187); letzterer anerkannte die Rechte des Klosters. 
Auch die Kathedrale Como besass dort Güter. Am Anfang des 15. Jahrhunderts musste das Dorf dem Herzog von Mailand neun Soldaten stellen. 1426 und 1484 wurde Cadempino von der Pest heimgesucht. Nach der Überlieferung soll die Bevölkerung des Orts auch zwischen 1580 und 1590 von der gleichen Krankheit schwer geprüft worden sein.

## Bevölkerung
Einwohnerzahlen: Volkszählungsdaten

## Finanzen
Von den Gemeinden, welche dem Bund am meisten Steuern zahlen, steht Cadempino auf Platz 3. Das ist vor allem darauf zurückzuführen, dass das weltbekannte Modelabel Gucci dort seinen operativen Hauptsitz hat.

## Sehenswürdigkeiten
- Pfarrkirche Santi Gervasio und Protasio[8]
- Beneficio ehemalig Tamossi[8]

## Industrie
- Zambon Schweiz AG (Arzneimittel)

## Sport
- Vedeggio Calcio[9]

## Persönlichkeiten
- Familie Santini
  - Johann Blasius Santini-Aichl (auch: Giovanni Santini-Aich[e]l) (1677–1723), Architekt und Maler
  - Bartolomeo Santini (* um 1685 in Cadempino; † nach 1716 in Warschau), Maler[10]
  - Salvatore Santini (* um 1740 in Cadempino; † nach 1795 ebenda), Uhrmacher[11]
  - Luigi Santini (* 28. Juli 1792 in Cadempino; † 1840 in Mailand), Architekt[12]

- Vincenzo Daldini (* 26. September 1826 in Cadempino; † 10. Februar 1894 in Cureglia), Priester, Pfarrer von Sonogno und Cureglia, Journalist, Gründer der Zeitung Il Credente Cattolico[13]